# Mr. Niebla
Efrén Tiburcio Márquez (Ciudad de México, 22 de febrero de 1973-Ciudad de México, 23 de diciembre de 2019), conocido como Mr. Niebla, el Apestoso Mayor, o el Rey del Guaguancó, fue un luchador profesional mexicano. Trabajó para el Consejo Mundial de Lucha Libre desde principios de la década de 1990 hasta 2007. De 2007 a 2008 trabajó para la empresa, Asistencia Asesoría y Administración (AAA). 
Entre sus logros destaca haber sido una vez Campeón Mundial de Peso Completo del CMLL, una vez Campeón Mundial en Parejas del CMLL junto a Shocker (en una ocasión) y dos veces Campeón Mundial de Tercias del CMLL, así como ganador del Torneo Gran Alternativa (2014) junto a Bárbaro Cavernario y del Torneo Nacional de Parejas Increíbles (2012) junto a Atlantis.

## Carrera

### Consejo Mundial de Lucha Libre (1995-2007)
A principios de la década de 1990, Mr. Niebla comenzó a trabajar para la promoción de lucha profesional más grande de México, el Consejo Mundial de Lucha Libre (CMLL). Al principio, Mr. Niebla trabajó principalmente para uno de los afiliados locales de CMLL, pero logró ganar el Campeonato de Peso Wélter del Distrito Federal y el Campeonato en Parejas del Distrito Federal una vez. A mediados de la década de 1990, Mr. Niebla trabajó a tiempo completo para la lista principal, participando en el CMLL Torneo Gran Alternativa de 1996. Mr. Niebla se unió a Héctor Garza y se clasificó para la final, pero finalmente perdió ante Emilio Charles, Jr. y Rey Bucanero. En 1997, Mr. Niebla formó un trío con sus compañeros Lizmark y Atlantis llamado La Ola Azul. El 29 de abril de 1997, La Ola Azul derrotó a El Satánico, Emilio Charles Jr. y Rey Bucanero para ganar el Campeonato Mundial de Tríos del CMLL, la primera gran victoria del título de Niebla. Durante el año siguiente, el equipo defendería con éxito el título dos veces contra el equipo de Apolo Dantés, Kevin Quinn y Steel y una vez contra los campeones anteriores. El 23 de enero de 1998, Mr. Niebla se asoció con Shocker para ganar el Campeonato Mundial en Parejas del CMLL del Dr. Wagner Jr. y Emilio Charles Jr. Posteriormente, Niebla y Shocker defenderían el campeonato en parejas contra Blue Panther y Black Warrior, Bestia Salvaje y Scorpio Jr. y Los Hermanos Dinamitas (Cien Caras & Universo 2000). En octubre de 1998, el Mr. Niebla sufrió una lesión grave durante la lucha, lo que lo obligó a abandonar los campeonatos de dicha empresa.
El 30 de marzo de 2001, Mr. Niebla se asoció con Olímpico y Safari para derrotar a Blue Panther, Fuerza Guerrera y El Signo para ganar el Campeonato Nacional de Tríos. Durante los siguientes 450 días, los tríos defendieron el título contra Emilio Charles Jr., Bestia Salvaje y Scorpio Jr .; Satánico, Averno y Black Warrior; Los Boricuas (Gran Markus Jr., Poder Boricua y Violencia) y Los Infernales (Satanico, Averno, Mephisto). Su segunda defensa contra Los Infernales no tuvo éxito y el 23 de junio de 2002, Mr. Niebla, Olímpico y Safair perdieron el título nacional mexicano de tríos. Una semana antes, el 16 de junio, Mr. Niebla se había asociado con Atlantis y Black Warrior para recuperar el Campeonato Mundial de Tríos del CMLL del Dr. Wagner Jr. Blue Panther y Fuerza Guerrera. El equipo defendió los títulos en 2003, perdiéndolos ante el Dr. Wagner Jr., Universo 2000 y Black Tiger III el 31 de marzo de 2003. El combate contra Wagner, Universo y Black Tiger III fue parte de una historia más larga entre Niebla y Universo 2000. Los dos se habían enfrentado en 2002 por el Campeonato Mundial de Peso Pesado CMLL de Universo 2000, pero en ese momento Universo 2000 había mantenido el título.
El 18 de abril de 2003, Mr. Niebla derrotó a Universo 2000 para convertirse en el Campeón Mundial de Peso Completo del CMLL por primera vez en su carrera. Niebla volvería con éxito los desafíos de Universo 2000, Apolo Dantés, Shocker, Rey Bucanero y Tinieblas Jr. en los próximos 543 días. El 12 de octubre de 2004, el Mr. Niebla perdió el título máximo de la empresa ante Universo 2000 en una revancha y no tuvo éxito en su intento de recuperarlo. Alrededor de finales de 2006 a principios de 2007, el Mr. Niebla dejó CMLL, luego explicaría la decisión de irse como un deseo de no "retroceder" en la clasificación de la promoción, afirmando que sentía que obtendría mejores oportunidades en otros lugares.

### Asistencia Asesoría y Administración (2007-2008)
Después de trabajar para CMLL durante más de una década, Niebla dejó CMLL para trabajar para su principal rival Asistencia Asesoría y Administración (AAA) a finales de 2007. Niebla hizo su debut como uno de Los Vipers, un stable heel existente desde hace mucho tiempo, y pronto comenzó a desafiar al líder de Los Vipers, Abismo Negro, por el papel de liderazgo. A principios de 2008, la historia vio a los dos pelear físicamente por el liderazgo en sus luchas donde el trabajo estaba en juego. Cada vez que Abismo Negro ganaba, el titular de la AAA Joaquín Roldan anunciaba que la decisión y Negro, el ganador, no dirigían a Los Vipers. Después del segundo combate, el resto de Los Vipers se volvió contra Abismo Negro y lo expulsó del grupo. Se suponía que la rivalidad terminaría en una Luchas de apuestas entre Niebla y Negro en Triplemanía XVI. Más tarde, el combate se cambió a un Steel Cage Match de varios hombres que incluye a todos Los Vipers (Mr. Niebla, Black Abyss, Psicosis II e Histeria) y Abismo Negro) con la última persona en la jaula forzada a desenmascararse. Unos días antes del evento Unos días antes del combate, se canceló, ya que AAA anunció que Abismo Negro había sufrido una lesión en el cuello.
En la noche de Triplemanía XVI, Mr. Niebla renunció a AAA, optando por regresar a CMLL. Posteriormente, Mr. Niebla declaró que dejó AAA porque una importante coincidencia de máscara contra máscara que le prometieron fracasó cuando Abismo Negro no pudo trabajar en la combinación de Triplemanía y que regresó a CMLL buscando dejar su marca desenmascarando un "gran nombre" como Místico o Dr. Wagner Jr. También se disculpó con AAA si no estaban contentos con el método que usó, pero creía que manejaba todo de manera profesional y que era sincero sobre sus ambiciones para una máscara de "gran nombre".

### Regreso a CMLL (2008-2019)
Cuando el Mr. Niebla regresó a CMLL en julio de 2008, rápidamente formó un grupo con Negro Casas y Heavy Metal llamado La Peste Negra, un grupo que tenía un enfoque más cómico para la lucha libre. El trío comenzó a usar grandes pelucas afro, pintando sus caras de negro y bailando durante sus entradas y, en general, trabajó un estilo de partido menos serio de lo que era inusual, especialmente para un luchador serio como Negro Casas. A principios de junio de 2010, CMLL anunció que después de recuperarse en Europa, Mr. Niebla estaba listo para regresar al ring, reuniéndose con La Peste Negra por primera vez en varios meses.
En el Homenaje a Dos Leyendas de 2012, Niebla y Atlantis derrotaron a Rush y El Terrible para ganar el Torneo Nacional de Parejas Increíbles, donde los rivales se unieron. A finales de 2012, la rivalidad latente entre Mr. Niebla y su excompañero de equipo, Shocker, se reanudó cuando los dos comenzaron a trabajar en lados opuestos de varios combates, con una intensidad y animosidad crecientes de ambos luchadores. Los dos se combinaron para el Torneo Nacional de Parejas Increíbles 2013 como una forma de continuar la historia entre los dos. El equipo trabajó juntos sin demasiados problemas en las rondas iniciales, ya que derrotaron al equipo de Marco Corleone y Kraneo y luego a Máscara Dorada y Mephisto para clasificarse para las semifinales. En las semifinales perdieron ante los eventuales ganadores del torneo La Sombra y Volador Jr. Después de la derrota, el Sr. Niebla y Shocker discutieron y casi se pelearon por quién fue el responsable de perder la lucha.
En enero de 2014, Niebla presentó a los nuevos miembros de Peste Negra, Bárbaro Cavernario y Herodes Jr. El 14 de febrero, Niebla y Cavernario derrotaron a Soberano Jr. y Volador Jr. en la final para ganar el Torneo Gran Alternativa. El 18 de febrero, Niebla, El Felino y Negro Casas derrotaron a La Máscara, Rush y Titán para ganar el Campeonato Nacional de Tríos.
En enero de 2015, Niebla hizo su debut en la New Japan Pro-Wrestling (NJPW), cuando trabajó en la gira FantasticaManía, coproducida por CMLL y NJPW. Mr. Niebla no luchó en las últimas dos paradas de la gira. Según el Wrestling Observer Newsletter, Niebla había desaparecido la tercera noche y fue encontrado desmayado en su habitación de hotel a la mañana siguiente, después de lo cual lo llevaron a un hospital local durante los próximos tres días. NJPW, presuntamente furioso por el evento, hizo que CMLL pagara la factura del hospital, liderando la empresa para despedir a Nibela después de su regreso a México. CMLL confirmó la salida de Niebla de la promoción en febrero de 2015.
Durante el incidente de FantasticaManía, el Mr. Niebla continuaría luchando, trabajando para varias promociones independientes. Niebla regresó a CMLL el 5 de abril de 2015 después de su suspensión, haciendo equipo con El Felino y Negro Casas en un combate de equipo de seis hombres, donde derrotaron a Máximo, Titán y Volador Jr. El 26 de abril, La Peste Negra perdió al Campeonato Nacional de Tríos ante Los Reyes de la Atlántida (Atlantis, Delta y Guerrero Maya Jr.).

## Vida personal
Niebla reconoció públicamente que era alcohólico y declaró en una entrevista de 2018 que su problema con la bebida le había costado mucho a lo largo de los años en lo que respecta a su carrera y prosperidad. En la misma entrevista afirmó que no era un «luchador borracho» a pesar de su alcoholismo.
A pesar de las afirmaciones de Mr. Niebla, a lo largo de los años hubo incidentes en los que luchaba a pesar de no estar en condiciones de actuar. Durante la gira de Japón por Fantastica Mania en 2015, Mr. Niebla fue retirado de los espectáculos y luego tuvo que ser hospitalizado durante la gira. Posteriormente, CMLL lo despidió. Posteriormente fue recontratado por CMLL. El 28 de agosto de 2018, Mr. Niebla trabajó en un espectáculo el martes por la noche para CMLL donde estaba visiblemente bajo los efectos del alcohol cuando se cayó de las cuerdas durante su entrada. No estuvo involucrado en la primera caída, mientras un Volador Jr. visiblemente molesto le quitó la máscara a Mr. Niebla al comienzo de la segunda caída para sacar una descalificación. Volador Jr. dejó el ring antes de que se hiciera el anuncio. Posteriormente, Mr. Niebla declaró que estaba herido y la rápida conclusión fue proteger a los que estaban en el ring de más problemas. Después del incidente, CMLL anunció que Mr. Niebla había sido retirado del 85.° Aniversario del CMLL, seguido por la Comisión de Box y Lucha Libre de la Ciudad de México anunciando que habían suspendido indefinidamente su licencia de lucha libre. Antes de su regreso al CMLL en 2019, los funcionarios del CMLL le advirtieron que sería despedido si volvía a trabajar borracho.

## Muerte
El 23 de diciembre de 2019, Niebla falleció a los 46 años de edad en Ciudad de México a causa de complicaciones por artritis séptica. Dos días después, fue sepultado en el Panteón Sanctorum ubicado en Ciudad de México.

## Campeonatos y logros
- Consejo Mundial de Lucha Libre
  - Campeonato Mundial de Peso Completo del CMLL (1 vez)
  - Campeonato Mundial en Parejas del CMLL (1 vez) – con Shocker
  - Campeonato Mundial de Tríos del CMLL (2 veces) – con Atlantis & Lizmark (1) y Atlantis & Black Warrior (1)
  - Campeonato Nacional de Tríos (2 veces) – con Safari & Olímpico (1) y El Felino & Negro Casas (1)
  - Torneo Gran Alternativa (2014) – con Bárbaro Cavernario
  - Torneo Nacional de Parejas Increíbles (2012) – con Atlantis
  - Leyenda de Azul (2011)

- International Wrestling Revolution Group
  - Copa Higher Power (1998) – con El Pantera, Shocker, El Solar, Star Boy & Mike Segura

## Luchas de apuestas
| Ganador                       | Perdedor                         | Lugar                       | Evento                    | Fecha                    | Notas |
| ----------------------------- | -------------------------------- | --------------------------- | ------------------------- | ------------------------ | ----- |
| Mr. Niebla (máscara)          | MS-1 (cabellera)                 | Ciudad de México            | N/A                       | Fecha Desconocida        |       |
| Mr. Niebla (máscara)          | Bestia Negra (cabellera)         | Ciudad de México            | N/A                       | Fecha Desconocida        |       |
| Mr. Niebla (máscara)          | Popitekus (cabellera)            | Ciudad de México            | N/A                       | Fecha Desconocida        |       |
| Mr. Niebla (máscara)          | Estrella de Plata (máscara)      | Ciudad de México            | N/A                       | 20 de marzo de 1995      |       |
| Mr. Niebla (máscara)          | Súper Brazo (máscara)            | Naucalpan, Estado de México | Live event                | 16 de julio de 1995      |       |
| Mr. Niebla (máscara)          | Ébola (máscara)                  | Naucalpan, Estado de México | Live event                | 1996                     |       |
| Mr. Niebla (máscara)          | Cavernícola II (cabellera)       | Naucalpan, Estado de México | Live event                | 2 de febrero de 1996     |       |
| Mr. Niebla (máscara y nombre) | Mr. Niebla II (máscara y nombre) | Ciudad de México            | Live event                | 20 de agosto de 1999     |       |
| Mr. Niebla (máscara)          | Shocker (máscara)                | Ciudad de México            | 66th Aniversario del CMLL | 24 de septiembre de 1999 |       |